# Jamaica Pond
Der Jamaica Pond ist ein Toteissee und Teil des Emerald-Necklace-Parksystems in Boston im Bundesstaat Massachusetts der Vereinigten Staaten. Er befindet sich im Stadtteil Jamaica Plain in der Nähe der Grenze zu Brookline. Im Jamaica Pond entspringt der Muddy River, der später in den Charles River mündet.
Der See hat eine Fläche von ca. 68 Acres (28 ha) und ist in der Mitte 53 ft (16 m) tief, wodurch er zum größten Süßwasservorkommen in Boston und zum größten natürlichen Süßwassersee im unteren Einzugsgebiet des Charles River wird. Er ist umgeben von Wanderwegen und ist für die Einwohner von Boston ein sehr populäres Ziel zum Spazierengehen, Angeln und zum Segeln.
Früher diente der See als Trinkwasserreservoir für die Städte Boston und Roxbury und lieferte im Winter Eis an Boston und andere nahe gelegene Städte.
Nach Angaben des USGS ist der Name Jamaica abgeleitet aus einem indianischen Wort, das „Reichtum an Bibern“ bedeutet.

## Geschichte
Im Jahr 1873 beschäftigte die Jamaica Plain Ice Company 350 Arbeiter, um bis zu 5.000 Tonnen Eis pro Tag aus dem Jamaica Pond abzubauen.
Bis 1929 war der See der Austragungsort für den beliebten jährlichen Eislauf-Karneval, der jedoch durch den Bürgermeister James Michael Curley untersagt wurde, als sich Risse im Eis bildeten und 50.000 Eisläufer evakuiert werden mussten. Seit einigen Jahren ist das Eislaufen auf dem See grundsätzlich nicht mehr erlaubt.
Bis zu seinem Abriss im Jahr 2007 stand oberhalb des Sees das Pinebank Mansion, das als Sommerresidenz für Edward Newton Perkins diente.